# Badilloa
Badilloa là một chi thực vật có hoa trong họ Cúc (Asteraceae).

## Loài
Chi Badilloa gồm các loài: